# 영국 총리의 역사
영국 총리라는 직책은 단 하나의 조치로 만들어진 것이 아니라, 수많은 의회법, 정치적 발전, 그리고 역사적 우연의 결과로 삼백 년에 걸쳐 서서히 유기적으로 발전했다.

## 기원
로버트 월폴이 1721년 총리로 집권하기 이전에 군주의 뜻에 따라, 대개 군주의 허락을 받아 잉글랜드 왕국과 그 후 그레이트브리튼 왕국 정부를 주재했던 다양한 인물들에 대해서는 잉글랜드 최고 장관 목록을 참조하라.

### 명예 혁명
총리직이 의도적으로 만들어진 것이 아니기 때문에, 그 발전이 정확히 언제 시작되었는지에 대한 명확한 날짜는 없다. 그러나 의미 있는 시작점은 1688–89년으로, 제임스 2세가 잉글랜드에서 도망하고 잉글랜드 의회가 윌리엄 3세와 메리 2세를 공동 입헌 군주로 확정하며, 그들과 그 후계자들의 권한을 제한하는 법안들을 통과시킨 때이다: 권리장전 (1689), 폭동 법안 (1689), 삼년 의회 법안 (1694), 반역법 (1696), 그리고 1701년 왕위계승법이다. 이 법안들은 통칭 명예 혁명 합의로 알려져 있으며, 헌법을 변혁하여 권력의 균형을 군주에서 의회로 옮겼다. 총리직이 일단 창설된 후, 이 법안들은 또한 그 발전의 토대를 제공했다.

### 재무부 벤치

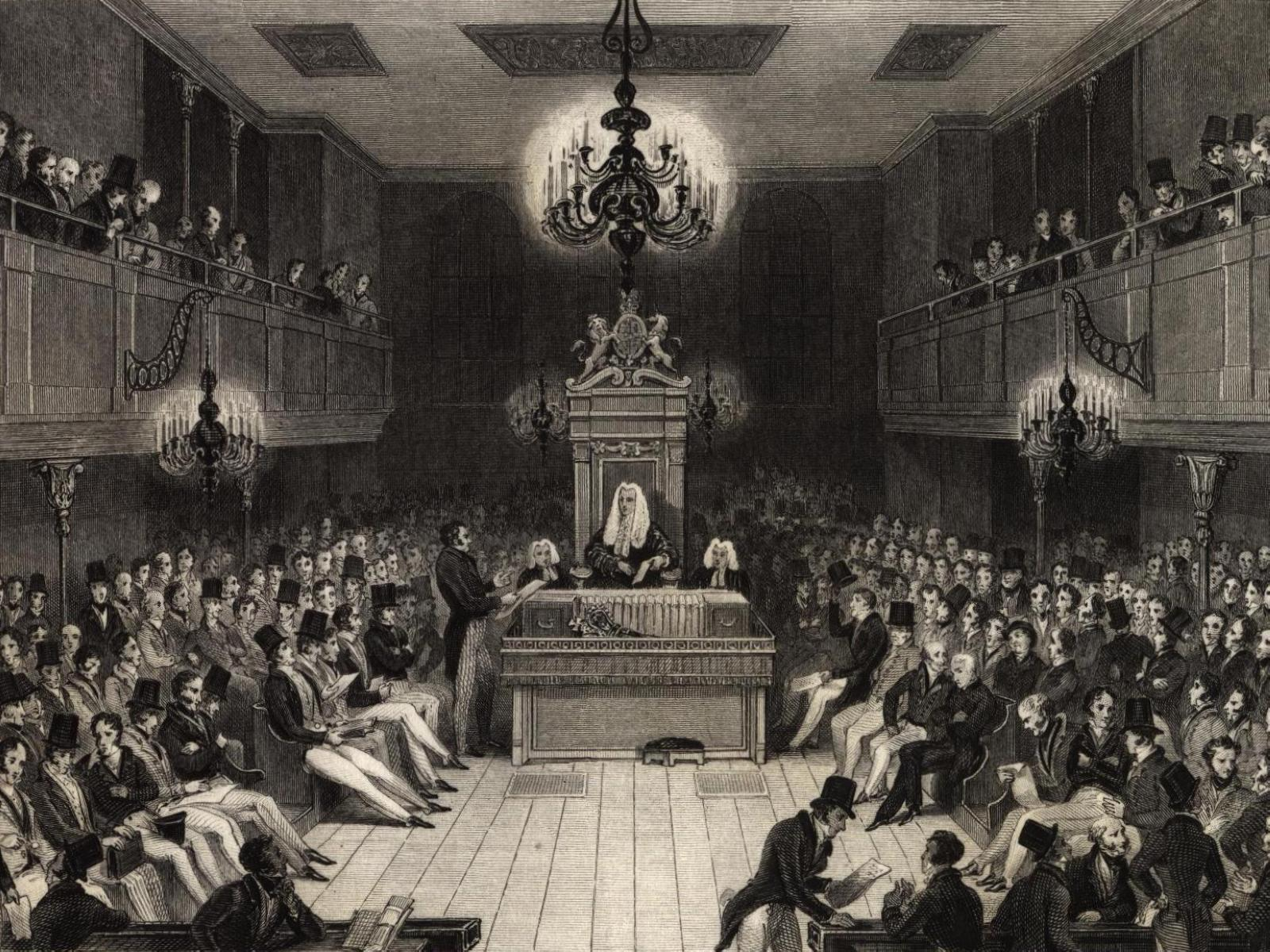
17세기 후반에 재무부 장관들은 하원에 정기적으로 출석하기 시작했다. 이들은 스피커의 오른쪽에 오늘날 총리와 선임 내각 구성원들이 앉는 재무부 벤치라고 불리는 전용 좌석을 배정받았다.

명예 혁명 합의는 하원에 재정 및 입법 통제권을 부여하고 행정부와 입법부 간의 관계를 변화시켰다. 자금이 부족했기 때문에 군주들은 매년 의회를 소집해야 했고, 의회의 자문과 동의 없이는 해산하거나 회기를 연장할 수 없었다. 의회는 정치 생활의 영구적인 특징이 되었다. 군주들은 입법을 거부하면 의회가 자금을 거부할 것을 두려워했기 때문에 거부권은 점차 사용되지 않게 되었다. 앤 여왕이 1708년에 스코틀랜드 민병대 법안에 거부권을 행사한 이후로 어떤 군주도 재가를 거부하지 않았으며, 심지어 그때에도 이는 정부의 조언에 따라서만 이루어졌다. 마지막으로 진정한 거부권은 윌리엄 3세가 1696년에 자격 법안에 대해 행사했다.
재무부 관리들과 다른 부서장들은 의회에 참여하여 의회와 군주 사이의 연락 역할을 했다. 장관들은 정부 정책을 제시하고, 다수의 지지를 얻기 위해 의원들과 협상해야 했다. 그들은 정부의 재정적 필요를 설명하고, 이를 충족할 방법을 제안하며, 자금이 어떻게 사용되었는지 설명해야 했다. 군주의 대표자들은 하원 회의에 너무나도 정기적으로 참석하여 전용 좌석인 재무부 벤치에 앉게 되었다. 이것은 "권력의 통일"의 시작이다: 군주의 장관들 (행정부)이 의회 (입법부)의 주요 구성원이 되었다. 오늘날, 총리 (제1대장경), 재무장관 (예산 담당) 및 기타 선임 내각 구성원들은 재무부 벤치에 앉아 17세기 후반 장관들이 했던 것과 거의 같은 방식으로 정책을 제시한다.

### 상임 명령 66호
혁명 이후, 비정부 의원들이 무분별한 재정 법안을 제안하여 국가 재정을 망칠 수 있다는 지속적인 위협이 있었다. 혼란을 피하기 위해 통제권을 다투던 왕실 장관들은 1706년에 하원이 비공식적으로 "공공 서비스와 관련된 어떠한 금액 청원도 왕실의 추천이 없이는 이 의회가 받지 않을 것"이라고 선언하면서 우위를 점했다. 1713년 6월 11일, 이 구속력 없는 규칙은 상임 명령 66호가 되었다: "하원은 왕실 장관의 발의 없이는 어떤 목적을 위해서도 돈을 의결하지 않을 것이다." 상임 명령 66호는 오늘날에도 (48호로 재지정되었지만) 삼백 년 이상 거의 변경되지 않은 채로 유효하다.
장관들에게 단독 재정 발의권을 부여한 것은 즉각적이고 지속적인 영향을 미쳤다. 이는 의도된 목적, 즉 예산 과정을 안정화하는 것을 달성했을 뿐만 아니라, 왕실에게 하원에서 리더십 역할을 부여했다. 그리고 대장경은 장관들 사이에서 주요한 위치를 차지하게 되었다.
그러나 재정 발의권은 절대적이지 않았다. 오직 장관들만이 재정 법안을 발의할 수 있었지만, 의회는 이제 그 법안들을 검토하고 동의했다. 따라서 상임 명령 66호는 장관 책임과 의무의 시작을 나타낸다.
"총리"라는 용어는 이때부터 정부의 수장, 보통 재무부의 수장에 대한 비공식적인 직함으로 나타났다. 예를 들어, 조나단 스위프트는 1713년에 "지금 우리 사이에서 흔히 총리라고 불리는 사람들"이 있었다고 썼는데, 이는 앤 여왕의 대장경이자 최고 장관이었던 제1대 고돌핀 백작 시드니 고돌핀과 제1대 옥스포드와 모티머 백작 로버트 할리를 지칭하는 것이었다. 1721년 이래로 군주 정부의 모든 수장들은 – 18세기에 단 한 명 (제1대 채텀 백작 윌리엄 피트)과 19세기에 단 한 명 (제3대 솔즈베리 후작 로버트 개스코인세실)을 제외하고는 – 제1대장경이었다.

### 총리의 당 지도력 시작
정당은 1678–1681년 배제 위기 동안 처음 나타났다. 휘그당은 제한 군주제를 신봉했으며, 요크 공작 제임스가 로마 가톨릭 신자였기 때문에 왕위 계승에서 배제되기를 원했다. 토리당은 "왕권신수설"을 신봉했으며, 제임스의 세습적 주장을 옹호했다.
정당은 17세기에는 잘 조직되거나 규율이 잡혀 있지 않았다. 이들은 파벌에 더 가까웠으며, "구성원"들은 이합집산하며 자신들에게 유리할 때 일시적으로 문제에 협력했다가 그렇지 않을 때는 해체되었다. 반대 정당의 발전을 가로막는 주요 장애물은 "왕당파"가 하나만 존재할 수 있으며, 이에 반대하는 것은 불충하거나 심지어 반역적이라는 생각이었다. 이러한 생각은 18세기 내내 지속되었다. 그럼에도 불구하고 17세기 말에는 의회와 내각의 구성이 "휘그" 또는 "토리" 중 하나로 식별될 수 있게 되었다.

### 내각
현대 총리는 또한 내각의 수장이기도 하다. 헌법의 관례상, 현대 내각은 정책을 수립하는 장관들의 집단이다. 정부 부처의 정치적 수장으로서 내각 장관들은 상임 공무원들에 의해 정책이 실행되도록 보장한다. 현대 총리가 장관을 선택하지만, 임명은 여전히 군주에게 달려 있다. 총리를 수장으로 하여 내각은 정부의 행정부를 형성한다.
"내각"이라는 용어는 명예 혁명 합의 이후 처음으로 군주와 사적으로 협의하는 장관들을 지칭하는 데 사용되었다. 내각의 성장은 그 회의가 종종 비밀리에 열리고 고대의 추밀원 (내각은 공식적으로 그 위원회이다)을 군주의 고문단에서 제외시켜 명예직으로 격하시켰기 때문에 광범위한 불평과 반대에 부딪혔다. 초기의 내각은 오늘날과 마찬가지로 재무장관과 재무부 벤치에 앉은 다른 부서장들을 포함했다. 그러나 가신들(예: 마스터 오브 더 호스)과 왕족과 같이 의회 구성원이 아닌 개인들도 포함될 수 있었다. 내각에서 의회 비구성원의 배제는 장관의 책임과 의무 발전에 필수적이었다.
윌리엄 3세와 앤 여왕 모두 내각 구성원들을 임명하고 해임했으며, 회의에 참석하고, 결정을 내리고, 조치들을 추적했다. 군주에게서 이러한 책임을 덜어주고 내각 구성에 대한 통제권을 얻는 것이 총리직 발전의 필수적인 부분이었다. 이 과정은 하노버 왕조 계승 이후에 시작되었다. 비록 조지 1세 (1714–1727)가 처음에는 내각 회의에 참석했지만, 1717년 이후 그는 유창한 영어를 구사하지 못하고 논의에 지루함을 느껴 물러났다. 조지 2세 (1727–1760)는 가끔 내각 회의를 주재했지만, 그의 후계자인 조지 3세 (1760–1820)는 60년 재위 기간 동안 단 두 번만 참석한 것으로 알려져 있다. 그리하여 군주가 내각 회의에 참석하지 않는다는 관례는 주로 통치의 일상적인 업무에 대한 왕실의 무관심을 통해 확립되었다. 총리는 회의 소집, 주재, 회의록 작성 및 군주에게 보고하는 책임을 지게 되었다. 이러한 단순한 행정 업무는 자연스럽게 총리에게 내각 동료들에 대한 우월성을 부여했다.
비록 처음 세 명의 하노버 왕조 군주들은 내각 회의에 거의 참석하지 않았지만, 그들은 내각 밖에서라도 장관을 임명하고 해임하며 정책을 지시하는 자신들의 특권을 주장했다. 총리가 내각 구성에 대한 통제권을 얻은 것은 18세기 후반에 이르러서였다 (아래 내각 정부의 출현 섹션 참조).

### "단일 정당 정부"
영국 정부 (또는 내각)는 일반적으로 단일 정당에 의해 구성된다. 총리와 내각은 대개 모두 같은 정당 소속이며, 거의 항상 영국 하원에서 다수 의석을 차지한 정당이다. 연립 정부 (두 개 이상의 정당 대표로 구성된 내각)와 소수 여당 정부 (하원에서 다수를 차지하지 못한 정당이 구성한 단일 정당 내각)는 2010년 선거 이전에는 비교적 드물었다. 2010년과 2019년 선거 사이에는 연립 정부와 소수 여당 정부가 모두 있었다. 이 시스템은 때때로 "단일 정당 정부"라고 불리며, 거의 삼백 년 동안 일반적인 규칙이었다.
윌리엄 3세 (1689–1702)는 재위 초기에는 토리당과 휘그당 모두로 구성된 "혼합 내각" (또는 연립)을 선호했다. 윌리엄은 이러한 구성이 특정 정당의 권력을 약화시키고 다양한 관점의 이점을 줄 것이라고 생각했다. 그러나 이러한 접근 방식은 구성원들이 지도자나 정책에 동의하지 못하고 종종 서로 갈등했기 때문에 잘 작동하지 않았다.
1697년, 윌리엄은 동질적인 휘그 내각을 구성했다. 준토(Junto)라고 불리는 이 정부는 종종 최초의 진정한 내각으로 인용되는데, 이는 그 구성원들이 모두 휘그당원이었고, 하원의 다수 구성을 반영했기 때문이다.
앤 여왕 (1702–1714)은 이 패턴을 따랐지만 토리 내각을 선호했다. 이 접근 방식은 의회 또한 주로 토리당이 지배하는 한 잘 작동했다. 그러나 1708년, 휘그당이 다수를 차지했을 때, 앤 여왕은 그들에게 정부를 구성하도록 요청하지 않았다. 이는 정치인들이 단순히 그들의 정당이 다수라는 이유로 자신에게 강요할 수 있다는 생각을 받아들이기를 거부했기 때문이다. 그녀는 선거 결과와 상관없이 전체 내각을 해체하거나 완전히 새로운 내각을 받아들인 적이 없었다. 앤 여왕은 의회의 지시를 받기보다는 소수 여당 정부를 유지하는 것을 선호했다. 결과적으로, 일부에게 "총리"라고 불렸던 그녀의 최고 장관들인 제1대 고돌핀 백작 시드니 고돌핀과 제1대 옥스포드와 모티머 백작 로버트 할리는 적대적인 의회에 직면하여 정책을 실행하는 데 어려움을 겪었다.
윌리엄과 앤의 내각 정치 구성 실험은 단일 정당 정부의 강점과 연립 및 소수 여당 정부의 약점을 보여주었다. 그럼에도 불구하고, 군주가 의회에서 다수를 차지하는 정당의 견해를 반영하는 당에서 총리(및 내각)를 선택해야 한다는 헌법적 관례는 1830년대에 이르러서야 확립되었다. 그 이후로 대부분의 내각은 이러한 단일 정당 통치를 반영했다.
"단일 정당" 관례에도 불구하고, 총리들은 여전히 소수 여당 정부 또는 연립 정부를 이끌도록 요청받을 수 있다. 소수 여당 정부는 총선 이후 헝 의회가 발생하여 어떤 단일 정당도 하원에서 다수를 차지하지 못하거나 기존 의원의 사망, 사임 또는 이탈로 인해 구성될 수 있다. 관례상, 현직 총리는 하원에서 신임 투표에서 살아남아 계속 통치할 수 있는 합의에 도달할 첫 번째 기회를 얻는다.
2017년 6월 총선에서 보수당은 가장 많은 의석을 얻었지만 하원에서 과반수를 잃었다. 선거 후 보수당 총리 테리사 메이는 민주연합당 (DUP)과 협약을 체결하여 그녀의 소수 여당 정부에 대한 신임 공급 지지를 확보했다. 보수당은 보리스 존슨 하에서 2019년 12월 총선에서 다시 과반수를 차지했다.
2017년 이전의 마지막 소수 여당 정부는 1974년 2월 총선에서 헝 의회가 발생한 후 노동당 총리 해럴드 윌슨이 8개월 동안 이끌었다. 1974년 10월 총선에서 노동당은 18석을 얻어 윌슨에게 3석의 과반수를 주었다.
헝 의회는 또한 연립정부 형성으로 이어질 수 있는데, 이 경우 두 개 이상의 정당이 하원에서 다수를 차지하기 위해 공동 프로그램을 협상한다. 연립 정부는 전쟁과 같은 국가적 위기 시기에도 형성되었다. 그러한 상황에서 정당들은 일시적으로 정치적 차이를 제쳐두고 국가적 위기에 맞서 단결하기로 합의한다. 연립 정부는 드물다: 1721년 이래로 12개 미만에 불과했다.
2010년 총선에서 헝 의회가 발생하자 보수당과 자유민주당은 70년 만에 처음으로 연립 정부를 구성하기로 합의했다. 2010년 이전 영국의 이전 연립 정부는 제2차 세계 대전 대부분 기간 동안, 즉 1940년 5월부터 1945년 5월까지 보수당 총리 윈스턴 처칠이 이끌었다. 노동당 대표인 클레멘트 애틀리는 부총리를 지냈다. 2015년 총선 이후, 토리당이 절대 다수를 차지하면서 국가는 단일 정당 정부로 돌아섰다.

### 재무부 위원회
총리직은 여전히 주로 헌법의 관례이다. 그 법적 권한은 주로 총리가 제1대장경이라는 사실에서 비롯된다. 이 두 직책, 즉 하나는 관례이고 다른 하나는 법적 직책인 것의 연결은 1714년 하노버 왕조 계승과 함께 시작되었다.
1714년 조지 1세가 영국 왕위에 올랐을 때, 그의 독일인 장관들은 그에게 대장경 직위를 공석으로 둘 것을 조언했다. 이는 최근 몇 년 동안 그 직위를 가졌던 사람들이 너무 강력해져 사실상 군주를 정부 수장으로 대체했기 때문이었다. 그들은 또한 대장경이 새로운 왕에 대한 자신들의 영향력을 약화시킬 것을 두려워했다. 따라서 그들은 왕에게 그 직위를 "위원회"에 맡길 것을 제안했는데, 이는 다섯 명의 장관으로 구성된 위원회가 그 기능을 함께 수행한다는 의미였다. 이론적으로, 이러한 권한 분산은 그들 중 누구도 정부 수장이라고 자처하는 것을 막을 수 있었다. 왕은 동의했고 제1대장경, 제2대장경, 그리고 세 명의 하급 대장경으로 구성된 재무부 위원회를 만들었다.
1714년 이후 아무도 대장경으로 임명되지 않았으며, 이 직위는 삼백 년 동안 위원회로 남아 있었다. 재무부 위원회는 18세기 후반에 회의를 중단했지만, 비록 매우 다른 기능을 가지고 있지만 존속해 왔다: 제1대장경은 이제 총리이고, 제2대장경은 영국의 재무장관 (실제로 재무부를 담당)이며, 하급 대장경은 정부 원내총무로서 하원에서 당 규율을 유지하는 역할을 한다. 그들은 더 이상 재무부와 관련된 어떠한 의무도 없지만, 하위 법률이 재무부의 동의를 요구할 때는 여전히 두 명의 하급 대장경이 이를 대신하여 서명한다.

## 초기 총리들

### "최초" 총리
직책이 즉시 만들어진 것이 아니라 진화했기 때문에 누가 첫 번째 총리였는지는 완전히 명확하지 않을 수 있다. 그러나 이 호칭은 일반적으로 1721년 그레이트브리튼 왕국의 제1대장경이 된 로버트 월폴 경에게 전통적으로 부여된다.

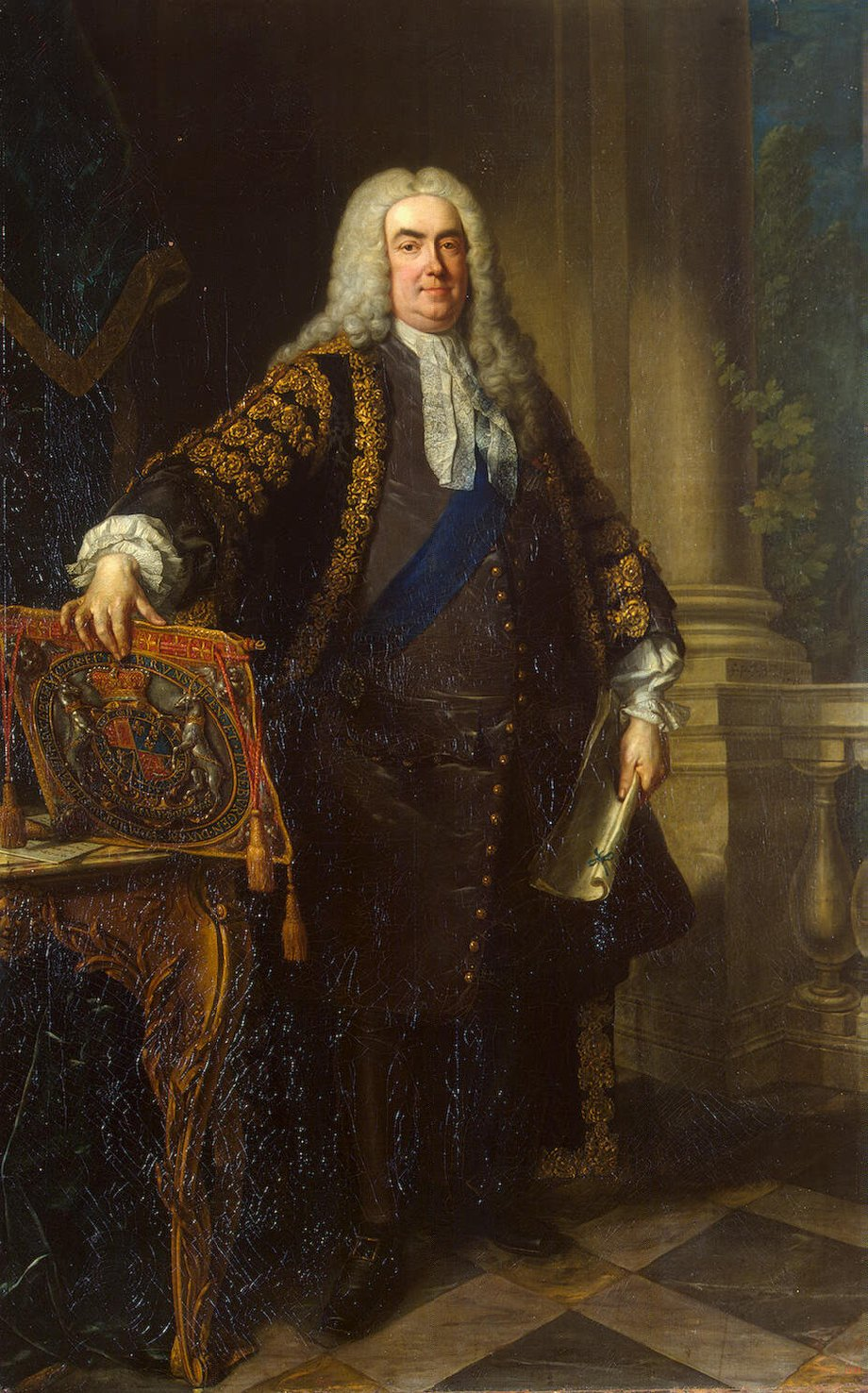
장바티스트 반 로 스튜디오의 로버트 월폴 경 초상화, 1740년. 월폴은 일반적으로 영국의 초대 총리로 간주된다.

1720년, 면직물, 농산물, 노예 무역을 위해 설립된 남해회사가 붕괴하여 수천 명의 투자자들과 왕족을 포함한 많은 이들에게 심각한 재정적 파멸을 초래했다. 조지 1세 국왕은 정치적, 재정적 수완으로 잘 알려진 로버트 월폴을 불러 이 비상사태를 처리하도록 했다. 상당한 기술과 약간의 운으로 월폴은 신속하게 공공 신용과 신뢰를 회복하고 국가를 위기에서 벗어나게 했다. 1년 후, 국왕은 그를 제1대장경, 영국의 재무장관, 하원 대표로 임명하여 그를 정부에서 가장 강력한 장관으로 만들었다. 냉정하고 거칠며 근면했던 그는 "현명한 사업 감각"을 가졌으며 사람들을 훌륭하게 관리했다. 다음 20년 동안 국정을 총괄하며 월폴은 국가 재정을 안정시키고, 평화를 유지하며, 번영을 이루고, 하노버 왕조 계승을 확고히 했다.
월폴은 최고 장관, 즉 총리가 새로운 헌법 체제에서 정부의 실질적인 수장이 될 수 있는 방법을 처음으로 보여주었다. 첫째, 군주가 더 이상 직접 통치할 수 없지만 여전히 명목상 정부 수장이라는 점을 인식하고, 그는 자신은 단지 "왕의 종"일 뿐이라고 주장했다. 둘째, 권력이 하원으로 옮겨갔음을 인식하고, 그는 국가 업무를 하원에서 수행했으며 모든 문제에서 하원이 상원을 지배하도록 했다. 셋째, 내각이 행정부가 되었고 단결해야 함을 인식하고, 그는 다른 구성원들을 지배하고 자신의 정책에 대한 완전한 지지를 요구했다. 넷째, 정당이 장관 권력의 원천임을 인식하고, 그는 휘그당을 이끌고 규율을 유지했다. 하원에서 그는 모든 휘그당원, 특히 관직을 가진 이들의 지지를 주장했다. 마지막으로, 그는 1742년 내각 불신임 투표에서 단 3표 차이로 승리한 후 자신의 직위를 사임함으로써 미래 총리들에게 본보기를 보였다. 이 미약한 다수 표는 그가 여전히 군주의 신임을 유지했음에도 불구하고 그의 권력을 약화시켰다.

### 양가성 및 부정
그의 모든 공헌에도 불구하고, 월폴은 현대적 의미의 총리는 아니었다. 그를 선택한 것은 의회가 아니라 왕이었고, 내각을 선택한 것은 월폴이 아니라 왕이었다. 월폴은 본보기를 세웠을 뿐 선례를 만들지는 않았고, 그의 본보기를 따른 사람은 거의 없었다. 1742년 월폴이 몰락한 후 40년 이상 동안, 그 직책에 대한 광범위한 양가성이 존재했다. 어떤 경우에는 총리가 상징적인 인물이었고 권력은 다른 개인들에 의해 행사되었다. 다른 경우에는 군주가 실제로 통치했던 이전 시대의 "최고 장관" 모델로 회귀했다. 또 다른 경우에는 두 명의 총리가 있는 것처럼 보이기도 했다. 예를 들어, 7년 전쟁에 대한 영국의 참여 기간 동안, 정부 권력은 제1대 뉴캐슬 공작 토머스 펠럼홀스와 제1대 채텀 백작 윌리엄 피트 사이에 균등하게 분할되어, 두 사람 모두 번갈아 가며 총리라고 불렸다. 더욱이, 많은 사람들은 "총리"라는 칭호가 "정부 수장"으로서 군주의 헌법적 지위를 찬탈하고, 다른 장관들에게 모욕적이라고 생각했다. 이는 모든 장관이 군주에 의해 임명되고 동등하게 책임이 있기 때문이었다.
이러한 이유로 인해 이 명칭을 사용하는 것에 대한 꺼림칙함이 있었다. 월폴은 지금은 "최초" 총리라고 불리지만, 그의 재임 기간 동안 이 명칭은 흔히 사용되지 않았다. 월폴 자신도 이를 부인했다. 1741년, 월폴의 몰락을 초래한 공격 중에 제1대 샌디스 남작 새뮤얼 샌디스는 "우리 헌법에 따르면 우리는 단독 최고 장관을 가질 수 없다"고 선언했다. 이에 대해 월폴은 "나는 내가 단독 최고 장관이며 모든 정부 업무가 나의 영향력과 지시에 따른다는 것을 단호히 부인한다"고 말했다. 1760년대 총리였던 조지 그렌빌은 그것이 "혐오스러운 칭호"라고 말하며 결코 사용하지 않았다. 미국 독립 전쟁 동안 왕실 정부의 내키지 않는 수장이었던 노스 경 프레더릭 노스는 "총리라고 불리는 것을 결코 용납하지 않았는데, 이는 헌법에 알려지지 않은 직책이기 때문이었다".
총리직의 법적 존재에 대한 부정은 19세기 내내 계속되었다. 예를 들어, 1806년에는 하원 의원 한 명이 "헌법은 총리라는 개념을 혐오한다"고 말했다. 1829년에는 랜스다운 후작이 "의회법으로 그러한 직책의 존재를 인정하는 것보다 더 해롭거나 비헌법적인 것은 없을 것"이라고 말했다.
20세기 초에 이르러 총리직은 관례상 헌법적 위계에서 가장 중요한 위치가 되었다. 그러나 그 권한을 설명하거나 존재를 인정하는 법적 문서가 없었다. 이 직책에 대한 최초의 공식적인 인정은 1878년 베를린 조약에서 디즈레일리가 "대영 제국의 여왕 폐하의 재무부 제1경이자 총리"로 서명하면서 이루어졌다. 7년 후인 1885년에야 공식 기록에 "총리"라는 용어가 핸서드에 인쇄된 정부 장관 목록에 사용되면서 총리 기관이 확고히 자리 잡았다. 현직자들은 스스로 법적 권한을 가지지 않았다. 1904년까지만 해도 아서 밸푸어는 해딩턴에서 한 연설에서 자신의 직책의 지위를 다음과 같이 설명했다: "총리는 총리로서 급여를 받지 않는다. 총리로서 법정 의무가 없으며, 그의 이름은 어떠한 의회법에도 언급되지 않고, 헌법적 위계에서 가장 중요한 위치를 차지하고 있음에도 불구하고, 그는 자국 법률에 의해 인정되는 위치를 가지고 있지 않다. 이것은 이상한 역설이다."
1905년에 이 직위는 의전서열에 "총리"로 명시되면서 공식적인 인정을 받았다. 왕족이 아닌 자들 중에서는 캔터베리 대주교와 요크 대주교, 스코틀랜드 교회 총회 의장, 그리고 대법관만이 그보다 높은 서열이었다.
총리직을 언급한 최초의 의회법은 (비록 부칙에 불과했지만) 1917년 12월 20일의 체커스 에스테이트법이었다. 이 법은 아서 경과 리 부인이 소유한 체커스 영지를 미래 총리의 전원 주택으로 사용하도록 왕실에 기증한 것이었다.
확실한 법적 인정은 1937년 왕실 대신법에서 주어졌는데, 이 법은 "재무부 제1경이자 총리"인 사람에게 급여를 지급하는 조항을 담고 있었다. 200년간의 양가성을 명시적으로 인정하며, 이 법은 "총리 직위의 존재와 총리직과 재무부 제1경 직위 사이의 역사적 연관성을 법적으로 인정하여, 해당 직위와 직책에 대한 급여를 제공하는 것..."을 목표로 한다고 명시하고 있다. 이 법은 "직위"(총리)와 "직책"(재무부 제1경)을 구분하여 전자의 독특한 정치적 성격을 강조했다. 그럼에도 불구하고, 총리의 관저인 다우닝가 10번지의 문패에는 여전히 "재무부 제1경"이라는 직함이 새겨져 있는데, 이는 18세기 이래로 그래왔듯이 공식적으로 재무부 제1경의 집이지 총리의 집이 아니기 때문이다.:P 34

## 그레이트브리튼 아일랜드 연합, 1801년
1798년 아일랜드 반란 이후, 영국 총리 윌리엄 피트는 아일랜드 민족주의 증가에 대한 해결책이 그레이트브리튼 왕국과 아일랜드 왕국의 연합이라고 믿었다. 영국은 당시 잉글랜드 웨일스와 스코틀랜드를 포함했지만, 아일랜드는 자체 의회와 정부를 가지고 있었으며, 이는 확고히 앵글로-아일랜드인으로 구성되어 대부분의 아일랜드인의 열망을 대변하지 못했다. 이러한 이유 등으로 피트는 자신의 정책을 추진했고, 1782년 헌법 하에서 아일랜드에 대한 통제권을 포기하도록 아일랜드 정치 계층을 설득하는 데 다소 어려움을 겪은 후, 1800년 연합법에 의해 새로운 연합이 만들어졌다. 1801년 1월 1일부터 그레이트브리튼과 아일랜드는 단일 왕국인 그레이트브리튼 아일랜드 연합왕국으로 통합되었고, 아일랜드 의회는 폐지되었으며, 1922년까지 영국 장관들은 영국 제도 내 세 왕국 모두에 책임이 있었다.
1918년 영국 총선에서, 아일랜드의 결과는 신 페인이라는 아일랜드 공화주의 정당의 압승을 보여주었고, 이 정당은 선언문에서 독립 아일랜드 공화국을 수립할 것을 맹세했다. 이에 따라 신 페인 의원들은 외견상 하원에 앉도록 선출되었음에도 불구하고, 웨스트민스터에 자리를 차지하는 것을 거부하고, 대신 1919년에 모여 아일랜드 독립을 선언하고 독립 아일랜드 공화국을 위한 혁명적인 단원제 의회인 달 에런을 구성했으며, 이는 차례로 자체 정부인 달 에런 내각을 수립했다. 동시에, 달 에런의 통제를 받게 된 아일랜드 의용군은 아일랜드 공화국군으로 알려지게 되었고 아일랜드 독립 전쟁에서 영국 국가군에 맞서 싸웠다. 1920년까지 아일랜드 공화국군과 아일랜드 공화국 경찰은 아일랜드의 32개 주 중 21개 주에 주둔했으며, 영국의 권한은 도시 지역에서만 행사되었다. 따라서 1919년 아일랜드 공화국이 공식적으로 선포될 때와 1920년 아일랜드가 효과적으로 장악될 때 모두 총리였던 데이비드 로이드 조지는 영국과 아일랜드 전체에서 효과적인 권한을 행사한 마지막 총리였다.
독립 전쟁은 1921년 12월 6일의 영국-아일랜드 조약으로 끝났으며, 이 조약은 1년 이내에 발효될 예정이었다. 조약 조건에 따라 임시 정부가 수립되었지만, 아일랜드 공화국은 1922년 12월 6일까지 명목상 존재했으며, 이때 섬의 32개 주 중 26개 주가 아일랜드 자유국 헌법법 1922에 따라 자치적인 영국 자치령인 아일랜드 자유국이 되었다. 불과 6주 동안 대영제국 총리직을 맡았고, 막 1922년 11월 총선에서 승리했던 보너 로는 명목상 영국과 아일랜드 전체에 대한 책임을 가졌던 마지막 총리가 되었다. 11월 20일에 시작된 의회 회기 대부분은 이 법에 할애되었고, 보너 로는 "극단파"의 반대에도 불구하고 자유국 설립을 강행했다.

## 동등한 자들 중 첫째

### 내각 정부의 출현
총리직의 법적 인정을 꺼렸음에도 불구하고, 이에 대한 양가성은 1780년대에 줄어들었다. 재위 첫 20년 동안 조지 3세 (1760–1820)는 내각 외부에서 정책을 통제하고, 장관을 임명 및 해임하며, 개별 장관과 사적으로 만나 지시를 내림으로써 자신만의 "총리"가 되려 노력했다. 이러한 관행은 내각 회의에서 혼란과 불화를 야기했으며, 조지 왕의 개인 통치 실험은 대체로 실패였다. 미국 독립 전쟁에서의 영국의 패배와 이어진 의회의 불신임 투표로 인해 1782년 3월 노스 경 프레더릭 노스 내각(1770–1782)이 실패한 후, 제2대 로킹엄 후작 찰스 왓슨웬트워스는 내각에 대한 총리의 통제권을 재확립했다. 로킹엄은 "사람뿐 아니라 정책도 변경되어야 하며, 새로운 내각이 왕실의 동의를 요구하는 정책들은 그들이 야당이었을 때 옹호했던 정책들이어야 한다는 명확한 이해"하에 총리직을 맡았다. 그와 그의 내각은 정책에서 단결했고 함께 흥망성쇠할 것이었다. 또한 그들은 동의하지 않는 사람을 내각에 받아들이기를 거부했다. 조지 왕은 퇴위하겠다고 위협했지만 결국 필요에 따라 마지못해 동의했다: 그는 정부를 가져야만 했다.
이때부터 총리직에 대한 인식이 점차 높아졌고, 비록 비공식적이었지만 그 직함이 더 흔하게 사용되었다. 처음에는 휘그당과 관련이 있었지만, 토리당도 이를 받아들이기 시작했다. 예를 들어, 이 직책이 "헌법에 알려지지 않았다"고 말했던 노스 경은 1783년 "이 나라에서는 어떤 한 사람 또는 내각과 같은 어떤 집단이 전체를 통치하고 모든 조치를 지시해야 한다"고 말하며 입장을 바꿨다. 1803년, 역시 토리당원이었던 윌리엄 피트는 한 친구에게 "일반적으로 첫 번째 장관이라고 불리는 이 사람"이 정부가 기능하기 위해 절대적으로 필요하며, 이 사람은 재정을 담당하는 장관이어야 한다고 제안했다.

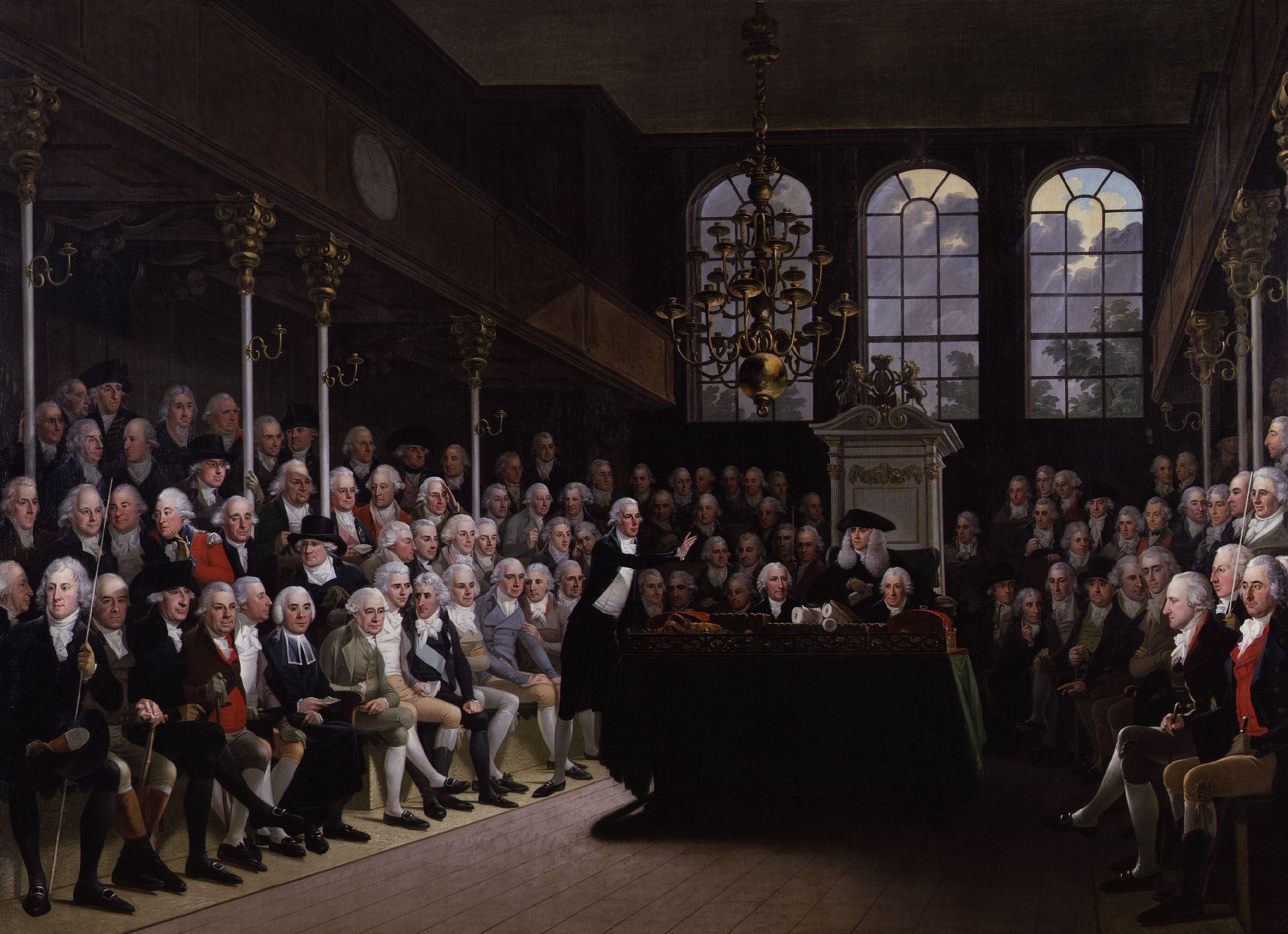
하원에서 연설하는 윌리엄 피트 (1759년). 피트의 19년 총리 재임과 리버풀 경의 15년 재임은 토리당이 총리직을 헌법의 관례로 받아들이게 했다.

그들의 개종은 1810년 이후 강화되었다. 그 해에 주기적으로 정신 불안정에 시달리던 조지 3세는 영구적인 정신 이상을 겪게 되었고, 남은 10년을 직무를 수행할 수 없는 상태로 보냈다. 섭정 왕자는 왕권의 모든 권한을 사용할 수 없었다. 섭정은 1820년에 조지 4세가 되었지만, 그의 10년 재위 기간 동안 나태하고 경박했다. 결과적으로, 20년 동안 왕위는 사실상 공석이었고, 토리당 총리가 이끄는 토리당 내각이 그 공백을 메우며 사실상 자체적으로 통치했다.
토리당은 1806년부터 1807년까지의 휘그당 내각을 제외하고 거의 45년 동안 집권했다. 리버풀 경은 거의 15년 동안 총리였으며, 그와 피트는 함께 거의 33년 동안 이 직책을 맡았다. 그들의 길고 일관된 지도력 아래, 내각 정부는 헌법의 관례가 되었다. 미묘한 문제들이 남아 있었지만, 내각 정부 시스템은 오늘날에도 1830년과 본질적으로 동일하다.
틀:Gladstone's Cabinet of 1868
이러한 웨스트민스터 체제라고 불리는 정부 형태에서 군주는 국가원수이자 영국 정부의 명목상 수장이다. 군주는 하원에서 과반수를 확보할 수 있는 사람을 총리로 선택하고, 그에게 정부를 구성하도록 초청한다. 실질적인 정부 수반으로서 총리는 내각을 선택하며, 그 구성원들은 자신의 정책에 동의하거나 일반적으로 동의하는 의회 의원들 중에서 선택한다. 그런 다음 총리는 내각을 군주에게 추천하고, 군주는 공식적으로 그들을 직책에 임명함으로써 선택을 확정한다. 총리가 이끄는 내각은 정부가 하는 모든 일에 대해 공동 책임을 진다. 군주는 정책에 대해 사적으로 구성원들과 협의하지 않으며, 내각 회의에도 참석하지 않는다. 실제 통치와 관련하여 군주는 세 가지 헌법적 권리만을 가진다: 정보를 얻을 권리, 조언할 권리, 경고할 권리이다. 실제로 이는 군주가 국무 서류를 검토하고, 총리와 정기적으로 (보통 주간으로) 만나 정부의 제안된 결정과 행동에 대해 조언하고 경고할 수 있음을 의미한다.

### 충성스러운 야당
현대 영국 시스템은 하원의 다수당(또는 정당 연합)에 의해 구성된 정부뿐만 아니라 여당 구성원이 아닌 이들에 의해 구성된 조직적이고 공개적인 야당도 포함한다. 국왕 폐하의 충성스러운 야당이라고 불리는 이들은 의장 왼쪽 벤치를 차지한다. 재무부 벤치에 앉은 장관들 바로 맞은편 앞줄에 앉은 야당 지도자들은 "그림자 총리"의 급여를 받는 "그림자 정부"를 구성하며, 정부가 몰락하거나 다음 선거에서 패배할 경우 취임할 준비가 되어 있다.

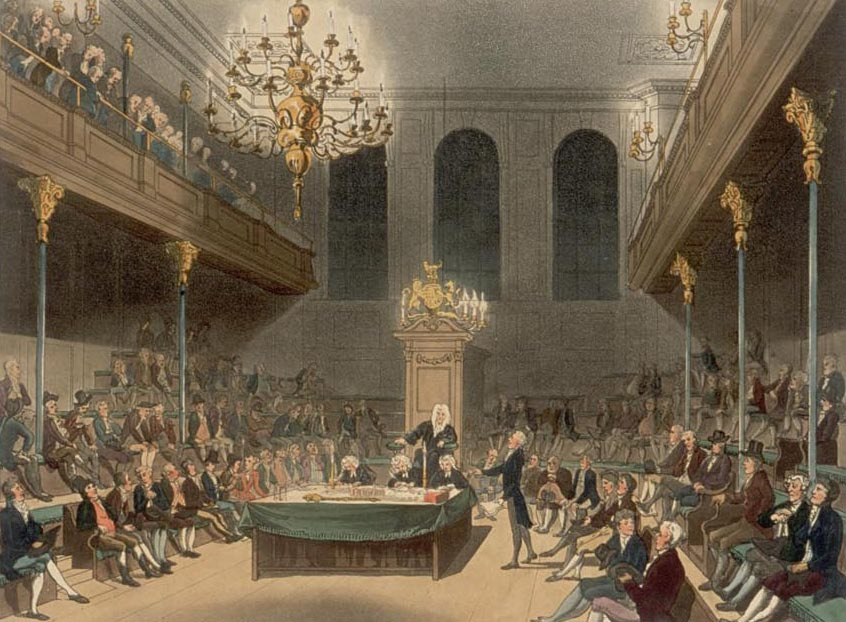
19세기 초의 영국 하원. 충성스러운 야당은 의장의 왼쪽 벤치를 차지한다. 앞줄에 앉은 야당 지도자들은 "그림자 총리"의 급여를 받는 "그림자 정부"를 구성하며, 정부가 몰락하거나 다음 선거에서 패배할 경우 취임할 준비가 되어 있다.

왕실 정부에 반대하는 것은 17세기 말에는 불충하고 심지어 반역적인 것으로 간주되었다. 18세기 동안 이러한 생각은 점차 사라졌고, 양당제가 발전하면서 마침내 사라졌다. "국왕 폐하의 야당"이라는 표현은 제1대 브로턴 남작 존 홉하우스가 만들었다. 1826년, 휘그당원이었던 브로턴은 하원에서 법안 보고서에 반대한다고 발표했다. 농담으로 그는 "이 제안에 이의를 제기하는 것은 국왕 폐하의 장관들에게 매우 힘든 일이라고 한다. 나로서는 국왕 폐하의 야당에게 이러한 노선을 강요하는 것이 훨씬 더 힘들다고 생각한다"고 말했다. 이 문구는 유행하여 그 이후로 계속 사용되었다. 때로는 "충성스러운 야당"으로 표현되기도 하는데, 이는 여러 정치 정당의 합법적 존재를 인정하고, 중요한 헌법적 개념을 설명한다: 정부에 반대하는 것은 반역이 아니며, 합리적인 사람들은 정부의 정책에 솔직히 반대하면서도 군주와 국가에 충성할 수 있다.
1세기 이상 동안 헌법의 관례로 비공식적으로 인정되었던 야당 지도자 직위는 1937년 왕실 대신법에 의해 법적으로 인정되었다.

### 대개혁법과 총리직
영국 총리는 대중에게 직접 선출된 적이 없다. 총리는 반드시 정당 지도자일 필요는 없다. 데이비드 로이드 조지는 제1차 세계 대전 중 재임 기간 동안 정당 지도자가 아니었고, 램지 맥도널드도 1931년부터 1935년까지 그러했다. 총리들은 하원이나 상원 의원이었기 때문에, 하원에서 다수 의석을 상속받거나 총선에서 야당보다 더 많은 의석을 얻어 취임했다.

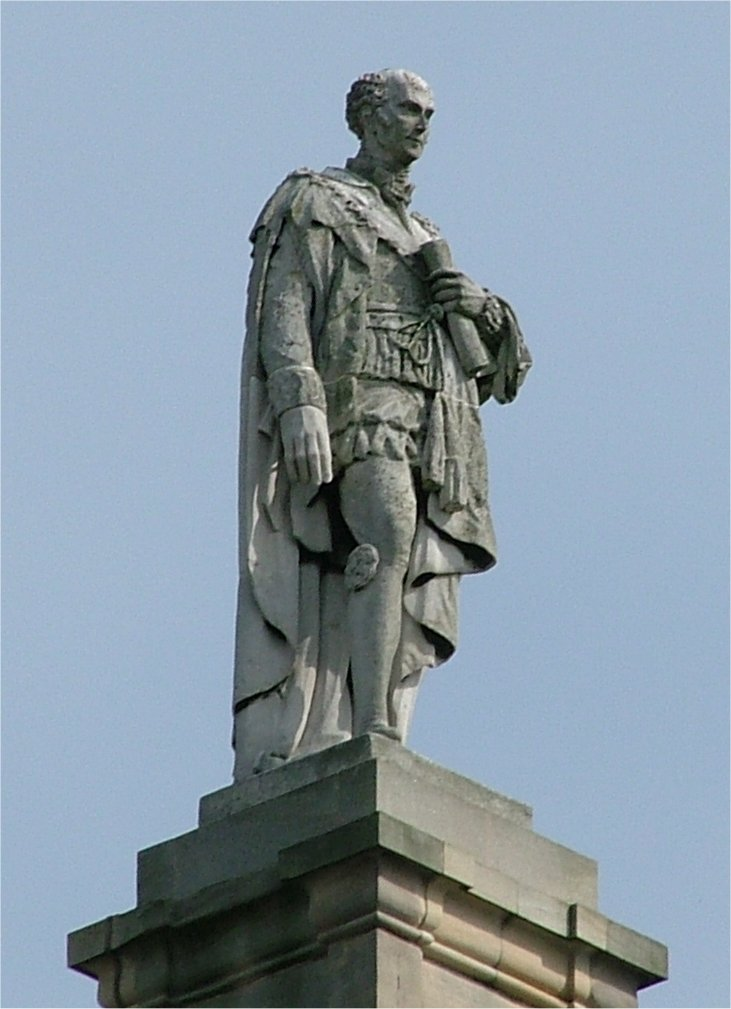
그레이 경, 흔히 최초의 근대 총리라고 불린다.

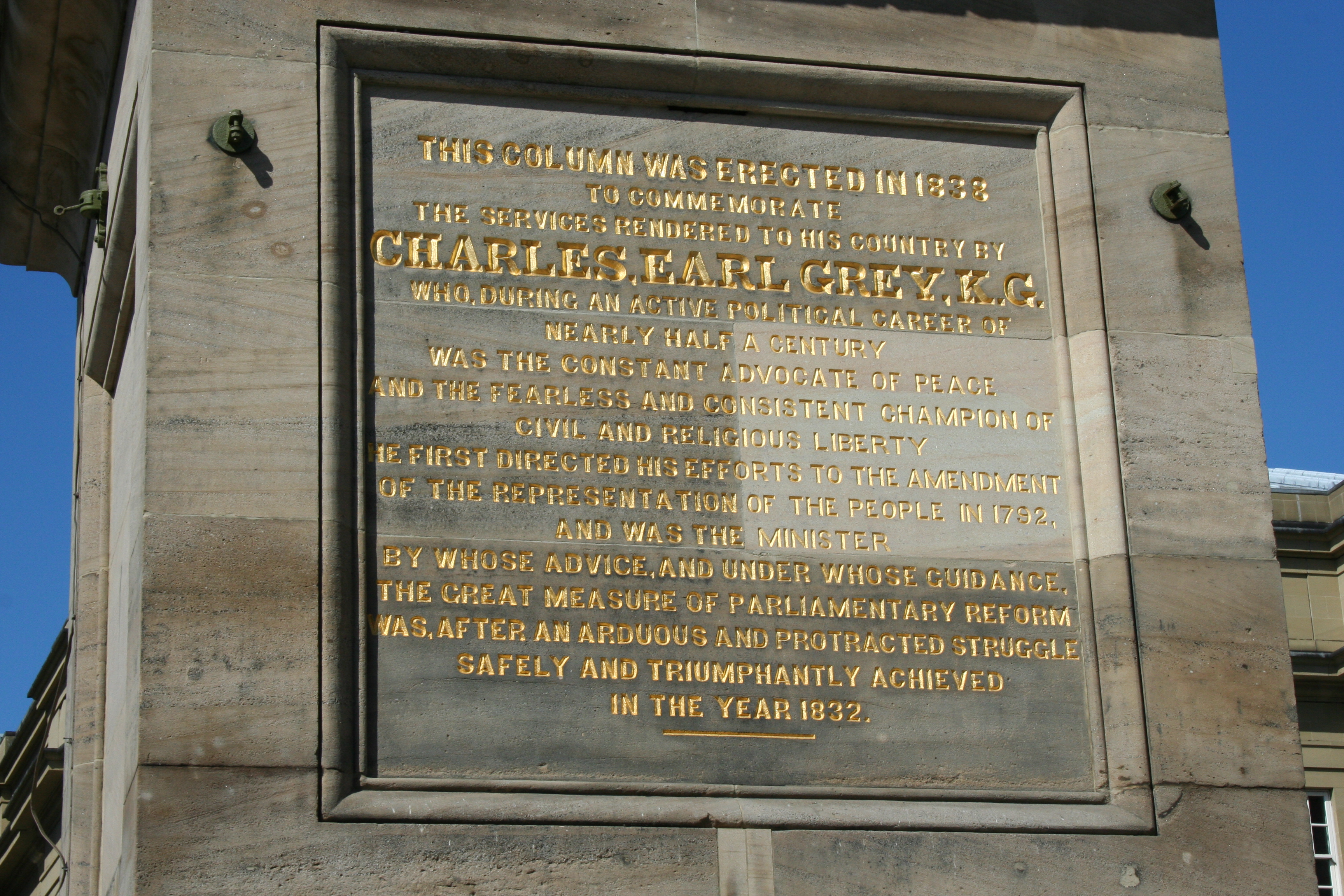
잉글랜드 뉴캐슬어폰타인의 그레이 기념비 비문

1722년 이래로 대부분의 총리들은 하원의원이었으며, 1902년 이래로는 모두 하원에 의석을 가졌다. 다른 의원들과 마찬가지로, 그들은 처음에는 지역구만을 대표하도록 선출된다. 예를 들어, 전 총리 토니 블레어는 1983년부터 2007년까지 더럼 주의 세지필드를 대표했다. 그는 1994년에 노동당 당수로 선출된 후 1997년 총선에서 당을 승리로 이끌어 보수당의 165석에 비해 418석을 얻어 하원에서 과반수를 확보했기 때문에 총리가 되었다.
1997년 누가 하원에 선출될 것인지, 또는 블레어가 총리가 될지 여부를 결정하는 데 군주나 상원은 어떠한 의미 있는 영향력도 행사하지 못했다. 그들의 선거 과정과 총리 선출로부터의 분리는 거의 200년 동안 헌법의 관례였다.
그러나 19세기 이전에는 그들이 상당한 영향력을 행사했는데, 대부분의 시민들이 선거권을 박탈당하고 하원 의석이 불균형하게 배정되었다는 사실을 유리하게 이용했다. 후원, 부패, 뇌물을 통해 왕실과 귀족은 의석의 약 30%( "포켓 선거구" 또는 "부패 선거구"라고 불림)를 "소유"하여 하원과 총리 선출에 상당한 영향을 미쳤다.
1830년에 평생 휘그당원이었던 제2대 그레이 백작 찰스 그레이는 총리가 되어 선거 제도를 개혁하기로 결심했다. 2년 동안 그와 그의 내각은 후에 1832년 대개혁 법안으로 알려지게 된 법안을 통과시키기 위해 싸웠다. 대개혁 법안의 위대함은 내용보다 상징성에 있었다. 다음 세대의 자유주의 정치인이었던 존 브라이트는 "그것은 좋은 법안은 아니었지만, 통과되었을 때 위대한 법안이었다"고 말했다. 실질적으로, 이 법안은 선거권을 65% 증가시켜 717,000명으로 만들었으며, 중산층이 대부분의 새로운 투표권을 얻었다. 56개 부패 선거구의 대표권은 완전히 폐지되었고, 다른 30개 선거구의 대표권은 절반으로 줄었으며, 비워진 의석은 이전에 선거권을 박탈당했던 지역에 새로 만들어진 선거구에 배정되었다. 그러나 많은 부패 선거구는 여전히 남아 있었고, 수백만 명의 노동 계급 남성과 모든 여성은 여전히 제외되었다.
그러나 상징적으로 개혁법은 기대를 뛰어넘었다. 이제 이 법은 마그나 카르타 및 권리장전과 함께 영국 헌법 전통에서 가장 중요한 문서 중 하나로 손꼽힌다.
첫째, 이 법은 군주를 선거 과정과 총리 선택에서 배제했다. 100년 동안 서서히 진화해 온 이 관례는 법 통과 2년 후에 확정되었다. 1834년, 윌리엄 4세 국왕은 멜번을 총리직에서 해임했지만, 왕의 선택이었던 로버트 필이 과반수를 확보하지 못하자 그를 다시 불러들일 수밖에 없었다. 그 이후로 어떤 군주도 의회에 총리를 강요하려 한 적이 없다.
둘째, 이 법안은 많은 포켓 선거구를 없애고 영향력이 없는 새로운 선거구를 만들어 상원의 권력을 축소했다. 약해진 상원은 1867년, 1884년, 1918년, 1928년에 포괄적인 선거 개혁이 통과되는 것을 막을 수 없었고, 이때 보통 평등 선거권이 확립되었다.

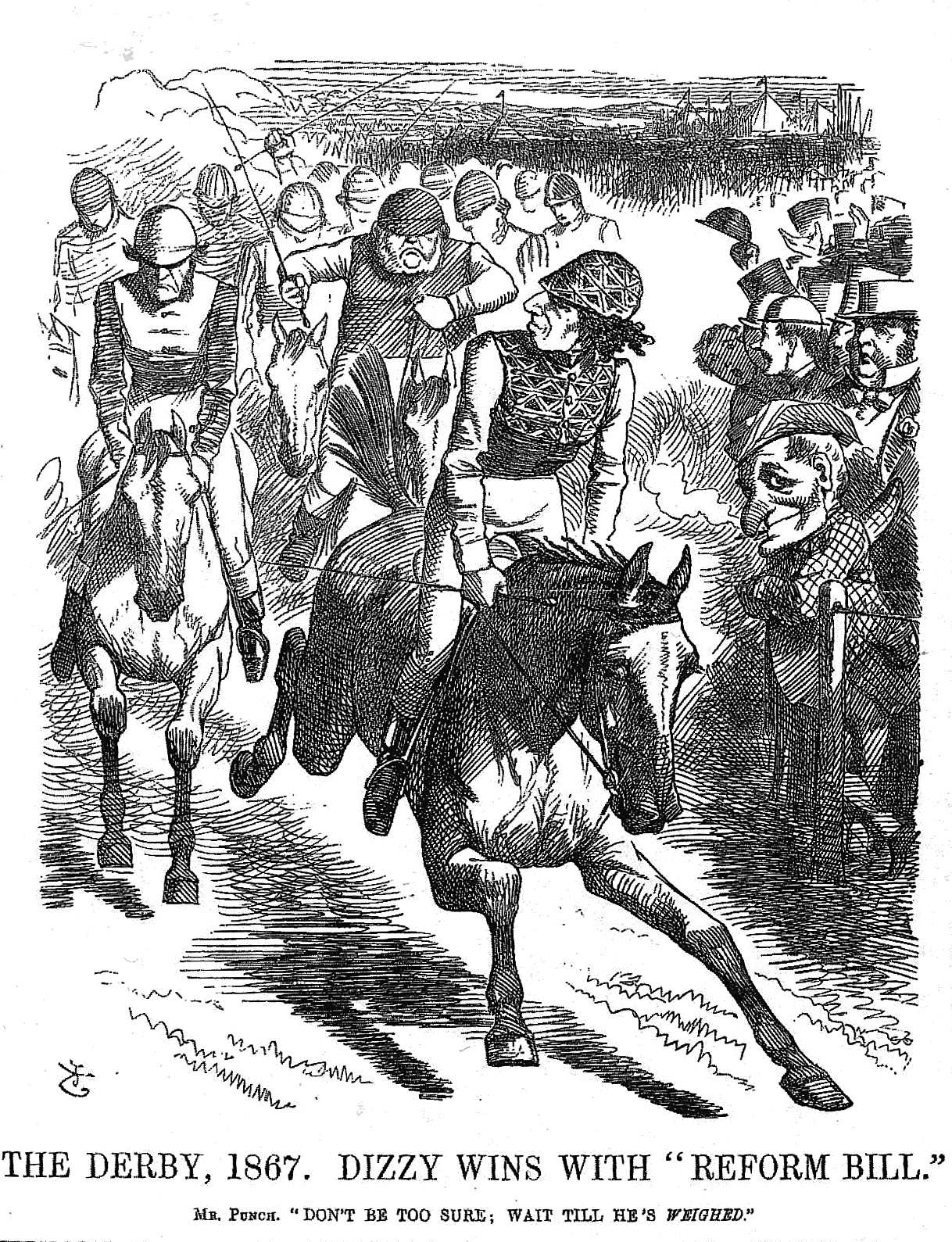
디즈레일리와 글래드스턴의 개혁 법안 통과 경쟁, 펀치, 1867년. 디즈레일리와 글래드스턴의 경쟁은 총리직과 특정 인물들을 연결시키는 데 도움이 되었다. (디즈레일리는 글래드스턴을 뒤돌아보며 선두를 달리고 있다.)

궁극적으로 이러한 권력 침식은 1911년 의회법으로 이어졌는데, 이는 입법 과정에서 상원의 역할을 주변화하고 지난 세기 동안 발전해 온 관례에 더 큰 비중을 부여했다. 총리는 상원에 앉을 수 없다는 관례에 무게를 실어주었다. 마지막으로 그렇게 한 사람은 1895년부터 1902년까지 제3대 솔즈베리 후작 로버트 개스코인세실이었다. 19세기 내내, 상원에서 이끌었던 정부는 하원에 앉은 장관들과 함께 통치하는 데 어려움을 겪는 경우가 많았다.
그레이는 후계자들에게 본보기가 되었고 선례를 만들었다. 1867년에 배지엇이 총리의 지위에 대해 말했듯이, 그는 동등한 자들 중 첫째(primus inter pares)였다. 개혁에 대한 휘그당의 승리를 위임으로 삼아, 그레이는 이 목표를 추구하는 데 끊임없이 노력했으며, 이를 달성하기 위해 모든 의회적 수단을 사용했다. 그는 왕에게 경의를 표했지만, 자신의 헌법적 의무는 국민과 의회의 뜻에 순응하는 것임을 분명히 했다.
충성스러운 야당도 순응했다. 일부 불만을 품은 토리당원들은 다시 다수를 차지하면 법안을 폐지할 것이라고 주장했다. 그러나 1834년, 새로운 보수당 지도자 로버트 필은 탬워스 선언에서 이 법안이 "이 나라의 평화와 복지를 위한 어떤 친구도 방해하려 하지 않을 위대한 헌법 문제의 최종적이고 취소 불가능한 해결"이라고 선언함으로써 이러한 위협을 종식시켰다.

### 대중적 총리들

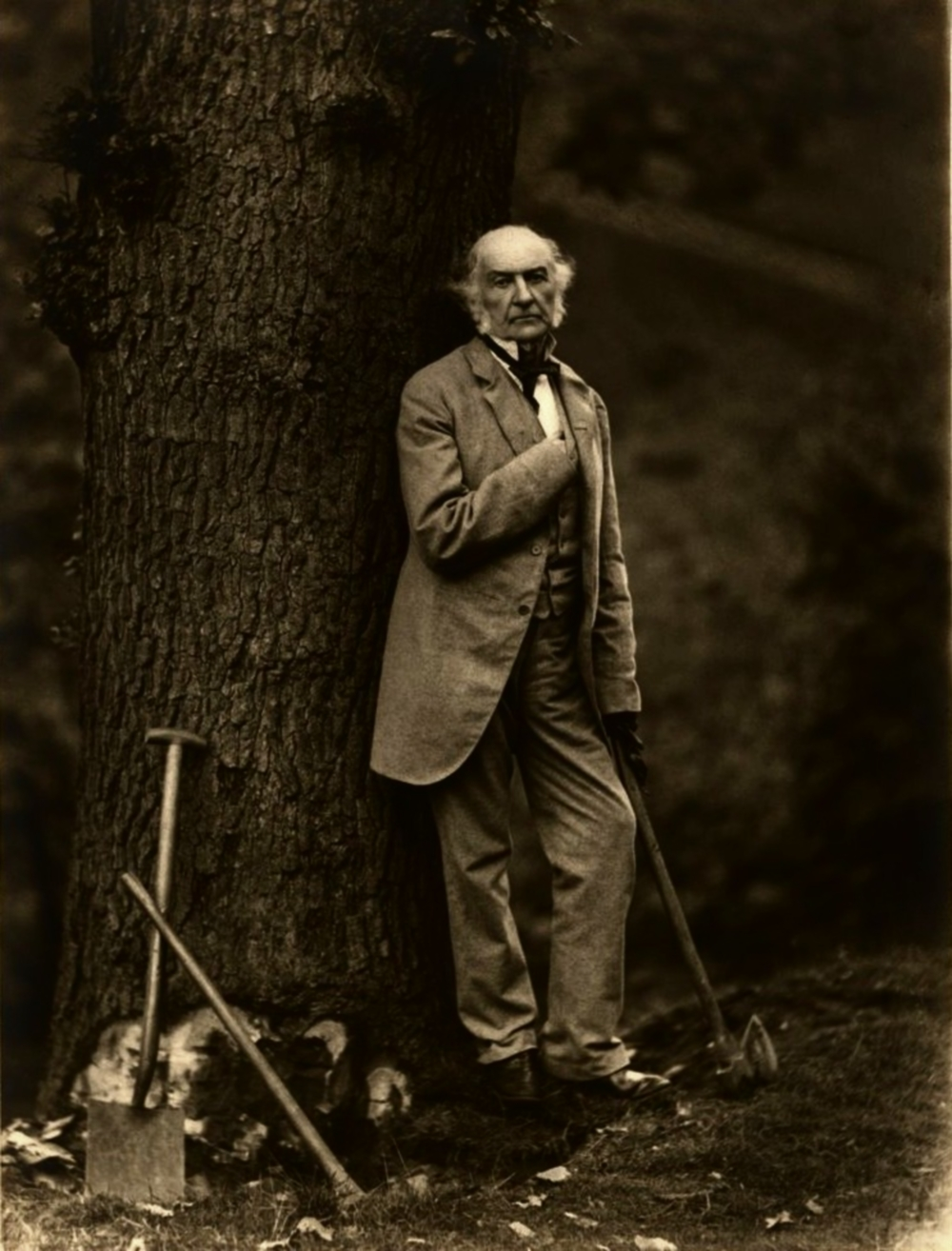
윌리엄 유어트 글래드스턴 총리는 도끼로 참나무를 자르는 자신의 사진을 유포하여 대중에게 서민적인 이미지를 심었다. 사진 제공: 엘리엇 앤 프라이

총리직은 1832년 이전에는 은둔적인 직책이었다. 현직자는 내각 및 다른 정부 관리들과 함께 일했으며, 가끔 군주를 만났고 봄과 여름에 의회가 회기 중일 때 의회에 참석했다. 그는 선거 기간에도 유세에 나가지 않았으며, 정책과 문제에 대해 일반 유권자들과 직접적으로 소통하는 경우가 거의 없었다.
대개혁 법안 통과 후, 이 직책의 성격이 변했다: 총리들은 국민들 사이로 나가야 했다. 이 법안은 선거인단을 717,000명으로 늘렸다. 이후의 법률(및 인구 증가)은 1867년에 2백만 명, 1884년에 5백5십만 명, 1918년에 2천백4십만 명으로 증가시켰다. 선거권이 증가함에 따라 권력은 국민에게로 옮겨갔고, 총리들은 당 지도력과 관련하여 더 많은 책임을 맡게 되었다. 추종자들을 동기 부여하고 조직하며, 당 정책을 설명하고, "메시지"를 전달하는 것은 자연스럽게 그들의 몫이 되었다. 성공적인 지도자들은 새로운 기술을 가져야 했다: 훌륭한 연설을 하고, 호의적인 이미지를 제시하며, 군중과 상호 작용하는 것이다. 그들은 당과 내각의 "목소리", "얼굴", 그리고 "이미지"가 되었다.

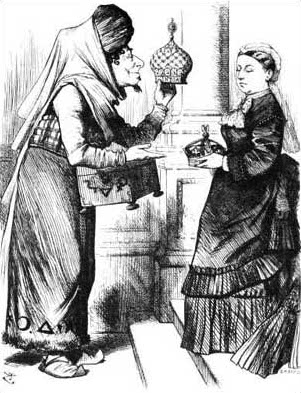
벤저민 디즈레일리 총리는 1876년 빅토리아 여왕에게 "인도 여제"라는 칭호를 부여하는 것과 같은 웅장한 제스처로 제국주의자로서의 대중적 이미지를 구축했다.

종종 "모범 총리"라고 불리는 로버트 필은 이 새로운 역할을 처음으로 인식했다. 1841년 보수당의 성공적인 선거 운동 후, J. W. 크로커는 필에게 보낸 편지에서 "선거는 경이롭고, 흥미로운 점은 모든 것이 로버트 필 경의 이름에 달려 있다는 것이다. 우리 역사상 국민이 군주를 위해 첫 번째 장관을 선택한 것은 내가 기억하는 한 처음이다. 84년의 피트 경의 사례가 가장 가깝지만, 그때는 국민이 군주의 선택을 확인했을 뿐이었다. 여기서는 모든 보수당 후보가 자신을 로버트 필 경의 사람이라고 명확하게 공언했으며, 그 이유로 선출되었다"고 말했다.
벤저민 디즈레일리와 윌리엄 유어트 글래드스턴은 대중에게 자신들의 "이미지"를 투영함으로써 이 새로운 역할을 더욱 발전시켰다. "디지"와 "위대한 노인"이라는 별명으로 알려진 그들은 제국주의 대 반제국주의, 선거권 확대, 노동 개혁, 아일랜드 자치 운동 등 그 시대의 쟁점에 대한 다채롭고 때로는 격렬한 개인적, 정치적 경쟁을 1881년 디즈레일리 사망까지 거의 20년 동안 지속했다. 페니 프레스, 사진, 정치 만화에 의해 기록된 그들의 경쟁은 특정 인물과 총리직을 대중의 마음속에 연결시켰고 그 위상을 더욱 높였다.

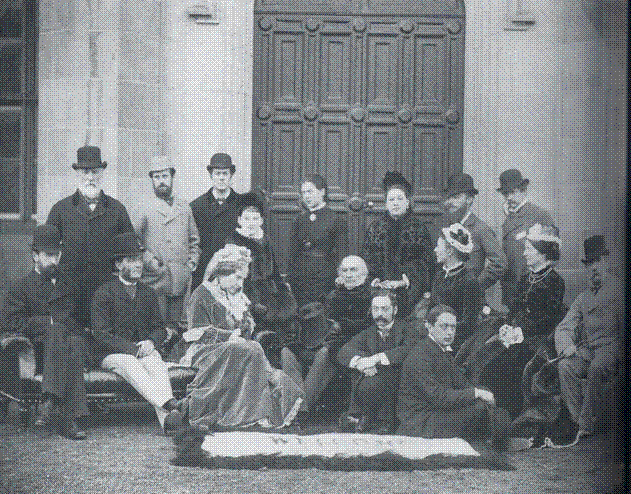
미들로디언 캠페인 중 글래드스턴, 1879년. 처음으로 국민에게 직접 연설한 글래드스턴의 미들로디언 캠페인은 총리 역할의 큰 변화를 상징한다. (글래드스턴은 중앙에 앉아 있고, 미래 총리가 될 로즈베리는 앞에 카펫에 앉아 있다.)

각각은 자신과 자신의 정당에 대한 다른 대중적 이미지를 만들었다. 해외 영국 이익 보호를 위해 제국을 확장한 디즈레일리는 1876년 빅토리아 여왕에게 "인도 여제"라는 칭호를 수여하는 것과 같은 웅장한 제스처로 자신(과 보수당)의 "제국주의자" 이미지를 구축했다. 제국에 거의 가치를 두지 않았던 글래드스턴은 반제국주의 정책(나중에 "작은 잉글랜드"라고 불림)을 제안했으며, 취미로 도끼로 큰 참나무를 베어내는 자신의 사진을 유포하여 자신(과 자유당)을 "국민의 사람"으로 이미지를 구축했다.
글래드스턴은 이미지 그 이상으로 대중에게 직접 호소했다. 그가 해당 지역의 후보로 출마했기 때문에 미들로디언 선거 운동이라고 불리는 그의 캠페인에서, 글래드스턴은 들판, 회관, 기차역에서 수백, 때로는 수천 명의 학생, 농부, 노동자, 중산층 노동자들에게 연설했다. 유권자들에게 직접 연설한 첫 번째 지도자는 아니었지만 (그와 디즈레일리 모두 특별한 경우에 당원들에게 직접 연설한 적이 있었다), 그는 지역구 전체를 선거 운동하며 누구든 들을 사람에게 자신의 메시지를 전달하고, 지지자들을 격려하며, 반대자들을 설득하려 한 최초의 인물이었다. 전국적으로 알려진 글래드스턴의 메시지는 당의 메시지가 되었다. 그 중요성을 언급하며 섀프츠베리 경은 "총리가 유세에 나서는 것은 새로운 일이고 매우 심각한 일이다"라고 말했다.
국민들에게 직접 선거 운동을 하는 것은 흔한 일이 되었다. 데이비드 로이드 조지와 윈스턴 처칠과 같은 몇몇 20세기 총리들은 웅변술로 유명했다. 라디오, 영화, 텔레비전, 인터넷의 도입 이후, 많은 이들이 이러한 기술을 사용하여 자신의 대중적 이미지를 투영하고 국민에게 연설했다. 1920년대와 1930년대 라디오 방송의 대가였던 스탠리 볼드윈은 소박한 조언과 단순한 국가적 자부심 표현으로 가득 찬 자신의 대화로 전국적인 청중에게 도달했다. 윈스턴 처칠도 라디오를 매우 효과적으로 사용하여 제2차 세계 대전 중 그의 연설로 국민들에게 영감을 주고, 안심시키며, 정보를 제공했다. 최근 두 명의 총리인 마거릿 대처와 토니 블레어 (두 사람 모두 10년 이상 총리를 지냈다)는 록스타와 같은 유명인 지위를 얻었지만, 그들의 더 '대통령적'인 리더십 스타일에 대해 비판을 받았다. 앤서니 킹에 따르면, "블레어의 유명세 극장의 소품에는 ... 그의 기타, 그의 캐주얼 의상 ... 머리 위에서 능숙하게 튕겨진 축구공 ... 노동당 회의에서의 신중하게 안무된 연설과 공연이 포함되었다."

## 의회법과 총리직
정당의 지도자이자 국왕 폐하의 정부 수장인 것 외에도, 현대 총리는 법률 제정 과정을 지시하여 자신의 정당의 프로그램을 법으로 제정한다. 예를 들어, 토니 블레어는 영국 권리 장전 제정 및 스코틀랜드와 웨일즈를 위한 이양 정부 수립 약속으로 부분적으로 1997년에 당선된 노동당을 이끌었고, 그 후 1998년 인권법, 1998년 스코틀랜드법, 1998년 웨일스 정부법을 의회에서 통과시켰다.
14세기에 나타난 이래 의회는 하원과 상원으로 구성된 양원제 입법부였다. 하원의원들은 선출되었고, 상원의원들은 그렇지 않았다. 대부분의 상원의원들은 "세속 귀족"으로, 공작, 후작, 백작, 자작, 남작과 같은 칭호를 가지고 있었다. 나머지는 정신 귀족 (성공회 고위 성직자)이었다.
상원의 역사 대부분 동안, 세속 귀족들은 대대로, 어떤 경우에는 수세기 동안 세습 권리로 영지, 칭호, 의석을 보유한 지주들이었다. 예를 들어, 1910년에는 1500년 이전에 칭호가 만들어진 사람이 19명이었다.
1911년까지 총리들은 하원과 상원을 통해 법안을 통과시키고 양원에서 과반수 승인을 얻어야만 법이 될 수 있었다. 이는 정치적 차이가 종종 양원을 갈라놓았기 때문에 항상 쉬운 일은 아니었다. 토지 귀족을 대표하는 세속 귀족들은 일반적으로 토리당(나중에는 보수당)이었으며, 현상 유지를 원했고 선거권 확대와 같은 진보적인 조치에 저항했다. 하원의원들의 당 소속은 덜 예측 가능했다. 18세기 동안 그 구성은 상원이 선거에 상당한 통제력을 가지고 있었기 때문에 다양했다. 때로는 휘그당이 지배했고, 때로는 토리당이 지배했다. 1832년 대개혁법 통과 이후, 하원은 점차 더 진보적으로 변했고, 이는 이후 선거권이 확대될 때마다 증가하는 경향을 보였다.

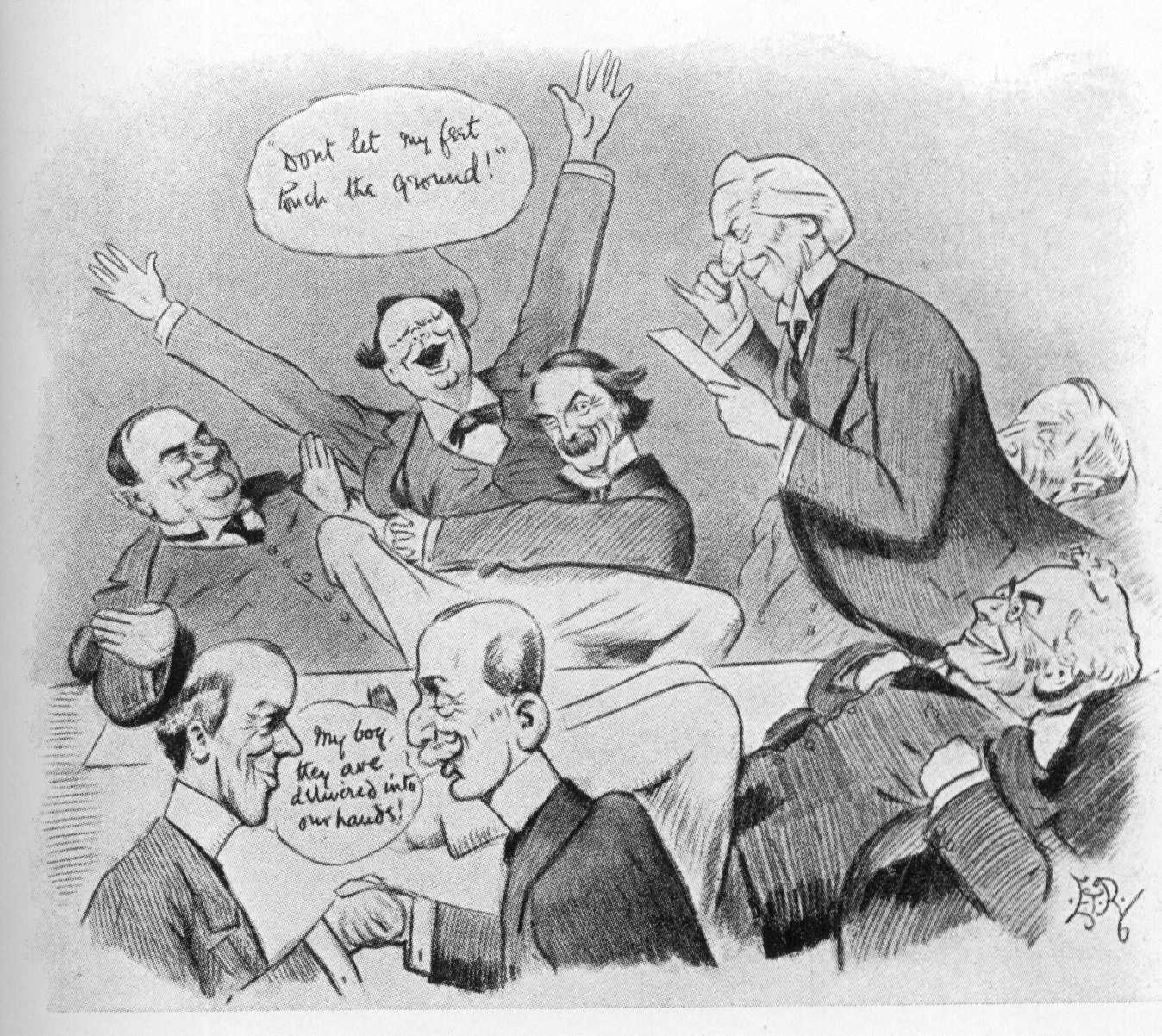
애스퀴스 내각이 상원의 "인민예산" 거부에 반응하다—풍자 만화, 1909년. 애스퀴스 총리의 정부는 상원의 "인민예산" 거부를 환영했다. 이는 상원의 입법 권한에 대한 헌법 위기로 국가를 이끌었다. (애스퀴스가 발표를 하는 동안 데이비드 로이드 조지가 기뻐하는 윈스턴 처칠을 붙잡고 있다.)

1906년, 헨리 캠벨배너먼 경이 이끄는 자유당은 노동 계급을 위한 사회 개혁을 약속하는 강령으로 압도적인 승리를 거두었다. 보수당의 132석에 비해 379석을 차지한 자유당은 자신감을 가지고 하원에서 입법 프로그램을 통과시킬 것으로 예상할 수 있었다. 그러나 동시에 보수당은 상원에서 엄청난 다수를 차지하고 있었으며, 하원에서 통과된 자신들의 이익에 반하는 모든 법안에 쉽게 거부권을 행사할 수 있었다.
5년 동안 하원과 상원은 계속해서 법안을 두고 싸웠다. 자유당은 프로그램의 일부를 통과시켰지만, 보수당은 다른 부분을 거부하거나 수정했다. 1909년 상원이 "인민예산"을 거부했을 때, 논란은 거의 필연적으로 헌법 위기로 나아갔다.

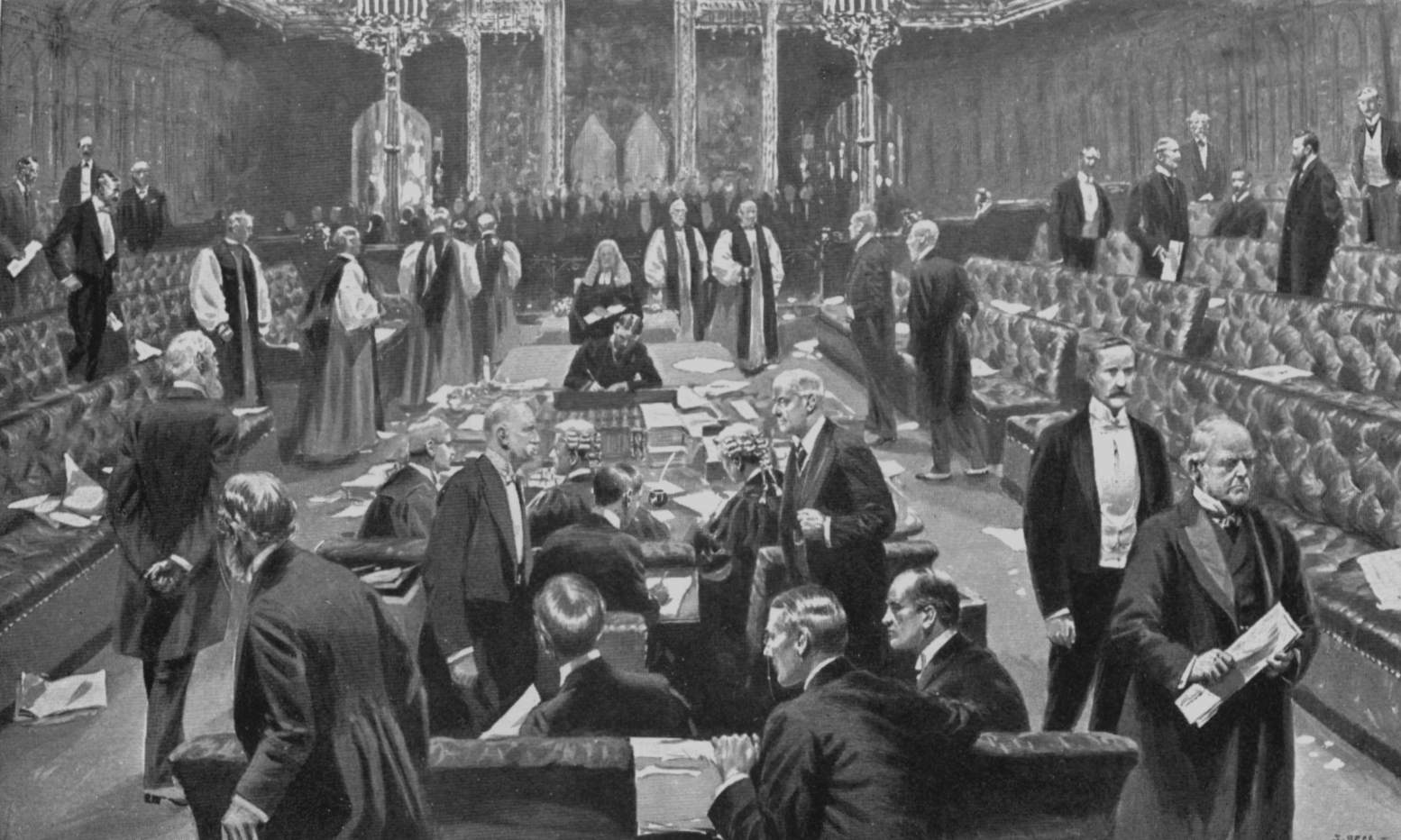
중요한 투표: 상원이 1911년 의회법에 투표하다. S. 베그의 그림에서. 1911년 의회법은 하원에서 승인된 법안에 대한 상원의 거부권을 폐지했다. 간접적으로, 이는 헌법 위계에서 총리의 지배력을 더욱 강화했다.

1910년, H. H. 애스퀴스 총리는 "의회 양원 간의 관계를 규제하는" 법안을 도입하여 법안에 대한 상원의 거부권을 없애려 했다. 하원에서 통과되었지만 상원은 이를 거부했다. 이 쟁점으로 치러진 총선에서 자유당은 약화되었지만 여전히 편안한 다수를 차지했다. 애스퀴스의 요청에 따라 조지 5세 국왕은 법안 통과를 확실히 하기 위해 충분한 수의 새로운 자유당 귀족을 만들겠다고 위협했다. 영구적인 자유당 다수를 받아들이기보다는 보수당 귀족들이 양보하여 법안은 법이 되었다.
1911년 의회법은 하원의 우위를 확립했다. 이 법은 상원이 하원의장에게 금전 법안으로 인증된 어떤 법안도 한 달 이상 지연시킬 수 없다고 규정했다. 또한, 상원이 거부한 어떤 법안이라도 원래 통과된 지 2년이 지났고 하원에서 연속 세 회기 동안 통과되었다면 법이 될 것이라고 규정했다. 상원은 여전히 법안의 제정을 지연하거나 중단시킬 수 있었지만, 더 이상 거부할 수는 없었다. 상원의 "정지" 권한은 1949년 의회법에 의해 1년으로 단축되었다.
간접적으로 이 법은 이미 헌법적 위계에서 지배적인 총리의 지위를 더욱 강화했다. 비록 상원이 여전히 입법 과정에 관여하고 총리가 여전히 양원을 통해 법안을 통과시켜야 하지만, 상원은 더 이상 하원에서 통과된 법안을 거부하거나 심지어 제정을 지연시킬 권한이 없다. 총리는 내각을 통제하고, 당 규율을 유지하며, 하원에서 과반수를 확보하는 한 자신의 입법 의제를 통과시키는 것이 보장된다.

## 내용주
1. ↑  일단 취임하면 총리는 내각 수준의 직위뿐만 아니라 다른 많은 정부 직위(최대 90개 임명)를 채우는데, 대부분 하원 의원 중에서 선택하며, 당원들에게 충성심에 대한 보상으로 분배하기도 한다.[10] 이렇게 많은 정부 직위에 임명할 수 있는 권한은 총리가 하원에서 당 규율을 유지하는 가장 효과적인 수단 중 하나이다.
2. ↑  예를 들어, 공공기관에서 징수할 수수료를 규정하는 다양한 명령 참조
3. ↑  The 18th-century ambivalence causes problems for researchers trying to identify who was a prime minister and who was not. Every list of prime ministers may omit certain politicians. For instance, unsuccessful attempts to form ministries – such as the two-day government formed by the 제1대 바스 백작 윌리엄 풀터니 in 1746 – may be included in a list or omitted, depending on the criteria selected.
4. ↑  This event also marks the beginnings of collective Cabinet responsibility. This principle states that the decisions made by any one Cabinet member become the responsibility of the entire Cabinet.
5. ↑  Except 홈 경, who resigned his peerage to stand in a by-election soon after becoming prime minister
6. ↑  As early as 1839, the former Prime Minister 제1대 웰링턴 공작 아서 웰즐리 had argued in the House of Lords that "I have long entertained the view that the Prime Minister of this country, under existing circumstances, ought to have a seat in the other House of Parliament, and that he would have great advantage in carrying on the business of the Sovereign by being there." Quoted in Barnett, p. 246
7. ↑  The last prime minister to be a member of the Lords during any part of his tenure was 앨릭 더글러스흄 in 1963. Lord Home was the last prime minister who was a hereditary peer, but, within days of attaining office, he disclaimed his peerage, abiding by the convention that the prime minister should sit in the House of Commons. A junior member of his Conservative Party who had already been selected as candidate in a by-election in a staunch Conservative seat stood aside, allowing Home to contest and win the by-election, and thus procure a seat in the lower House.
8. ↑  Even after death their rivalry continued. When Disraeli died in 1881, Gladstone proposed a state funeral, but Disraeli's will specified that he have a private funeral and be buried next to his wife. Gladstone replied, "As [Disraeli] lived, so he died—all display, without reality or genuineness." Disraeli, for his part, once said that GOM (the acronym for "Grand Old Man") really stood for "God's Only Mistake".
9. ↑  Following a series of reforms in the twentieth century the Lords now consists almost entirely of appointed members who hold their title only for their own lifetime. As of 11 June 2012 the Lords had 763 members (excluding 49 who were on leave of absence or otherwise disqualified from sitting), compared to 646 in the Commons.
10. ↑  캠벨배너먼은 1908년에 은퇴하고 사망했다.

## 참고 문헌
- Barnett, Hilaire (2009). 《Constitutional & Administrative Law》 7판. Abingdon, Oxfordshire: Routledge-Cavendish.
- Dodd, A. H. (1956). 《The Growth of Responsible Government from James the First to Victoria》. London: Routledge and Kegan Paul.
- Foord, Archibald S. (1964). 《His Majesty's Opposition》. Clarendon Press, Oxford. ISBN 978-0-313-21974-0.
- Jennings, Ivor (1959). 〈The Formation of a Government〉. 《Cabinet Government》 3판. Cambridge University Press.
- King, Anthony (2007). 《The British Constitution》. Oxford University Press, Oxford. ISBN 978-0-9691436-3-5.
- Knappen, M. M. (1942). 《Constitutional and Legal History of England》. Harcourt, Brace & Company. ISBN 978-0-8377-2335-8.
- Low, S. (1904). 《The Governance of England》. T. Fisher Unwin, London. ISBN 978-0-521-38155-0.
- Marriott, J. A. R. (1925). 《English Political Institutions》. Oxford University Press, Oxford.
- Pike, E. Royston (1968). 《Britain's Prime Ministers: From Walpole to Wilson》. Odhams Books. ISBN 978-0-600-72032-4.
- Roseveare, Henry (1973). 《Treasury, 1660–1870: The Foundations of Control》. Allen and Unwin. ISBN 978-0-04-942115-8.
- Smith, Goldwin (1990). 《A Constitutional and Legal History of England》. Dorset Press. ISBN 978-0-88029-474-4.
- Tuchman, Barbara W. (1966). 《The Proud Tower, A Portrait of the World before the War, 1890–1914》. The Macmillan Company. ISBN 978-0-345-40501-2.
- — (1984). 《The March of Folly, From Troy to Vietnam》. Random House. ISBN 978-0-345-30823-8.
- Walpole, S. (2009). 《Essays Political and Biographical》. BiblioBazaar, llc. ISBN 978-1-113-70982-0.